# Holi

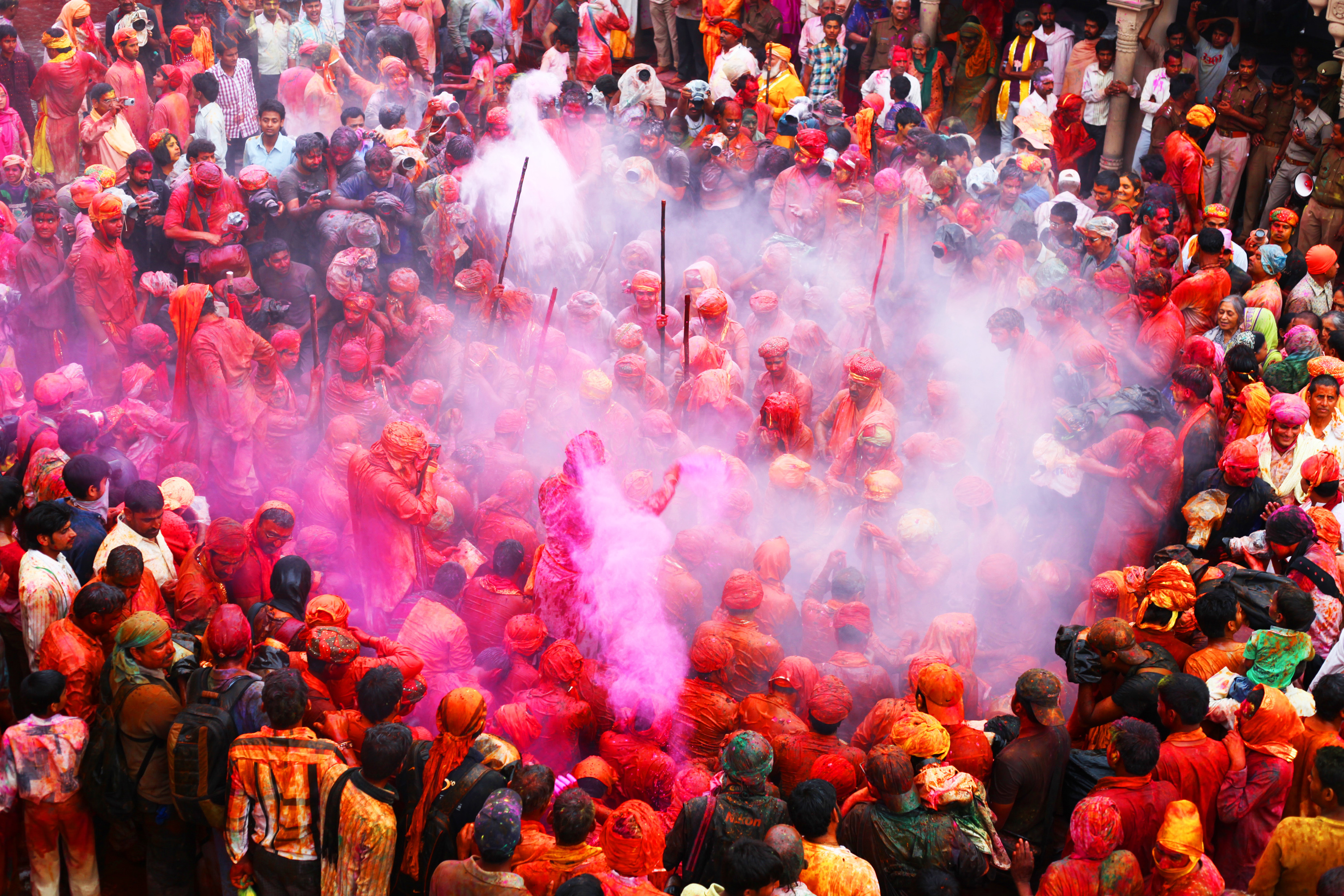
Święto Holi w Barsana

Holi (dewanagari होली trl. holī, beng. হোলি) – hinduistyczne święto radości i wiosny, obchodzone przeważnie w dniu pełni księżyca w miesiącu phalguna (luty–marzec). To święto obchodzi się przede wszystkim w Indiach, Nepalu i innych regionach świata, głównie wśród Hindusów lub osób pochodzenia indyjskiego. Festiwal ten rozprzestrzenił się w ostatnich latach w częściach Europy i Ameryki Północnej jako święto miłości i kolorów wiosny.

## Przebieg

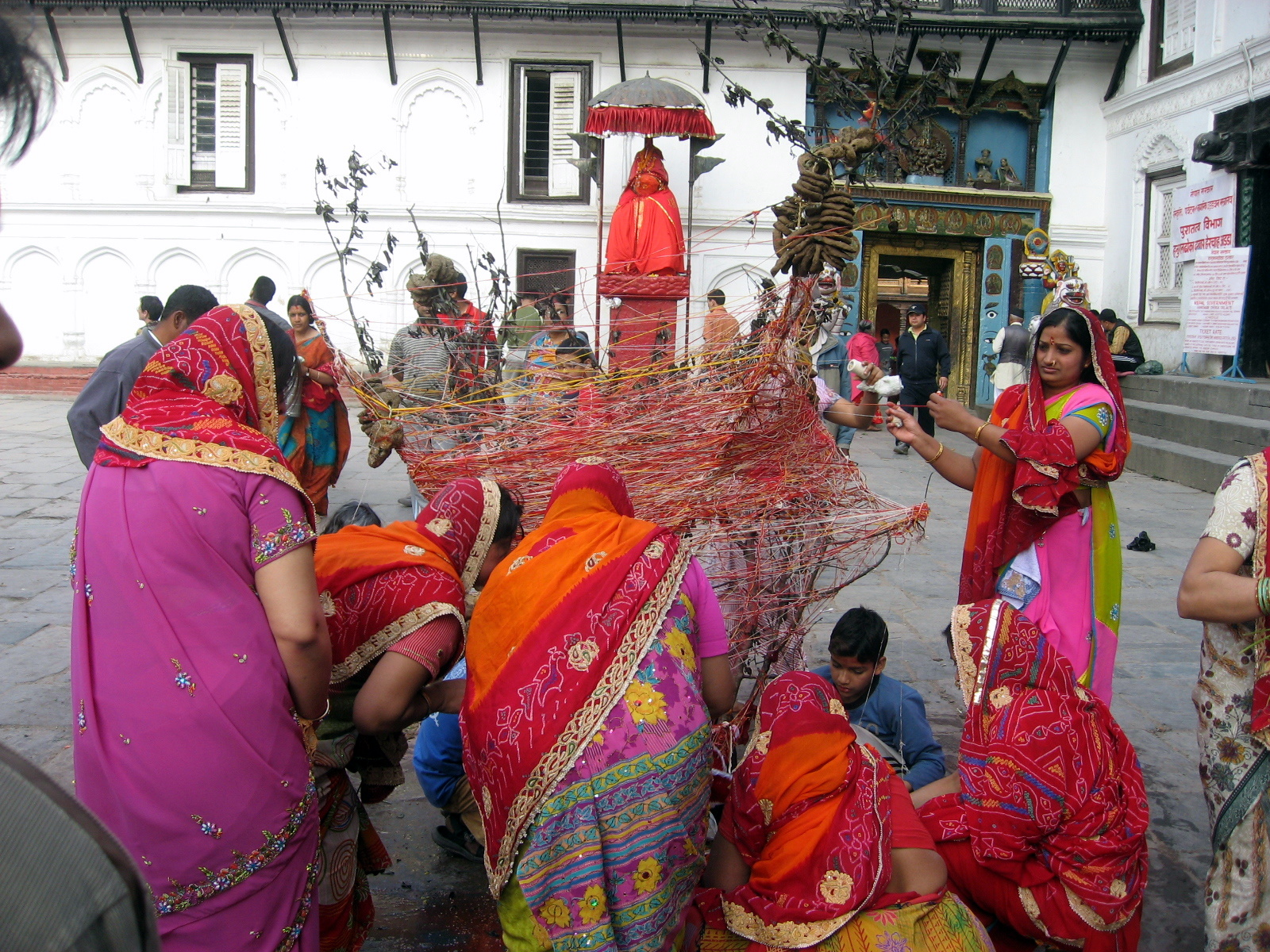
Kobiety przygotowujące ognisko holi ka dahan

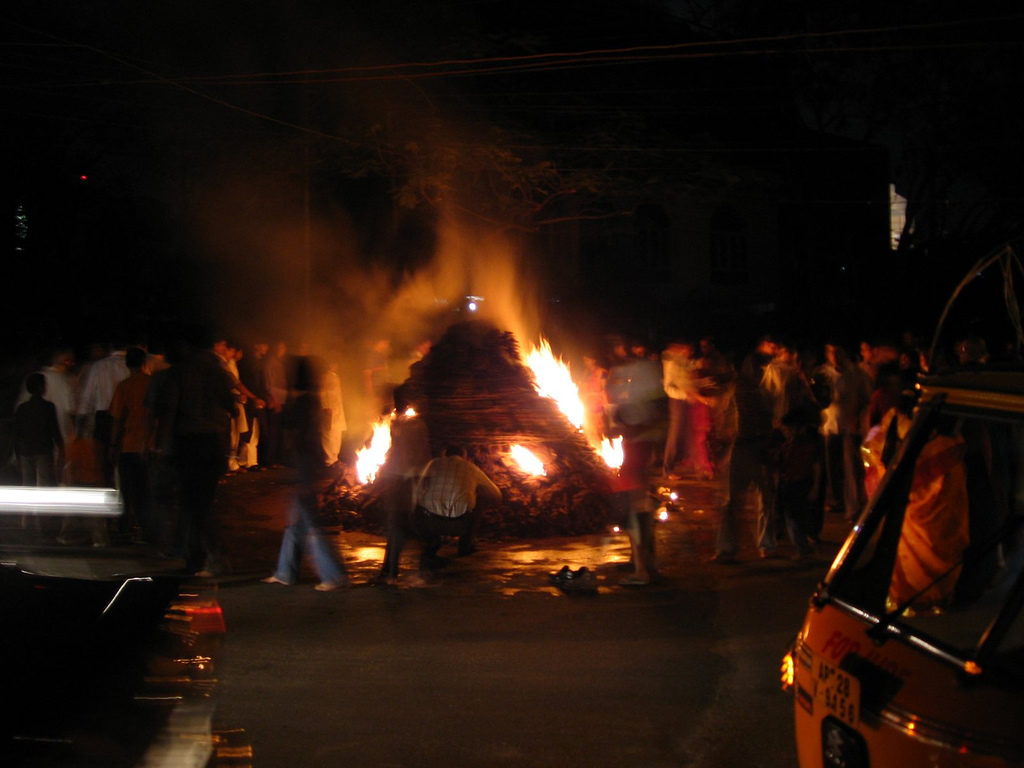
Holi ka dahan – ognisko z okazji Holi

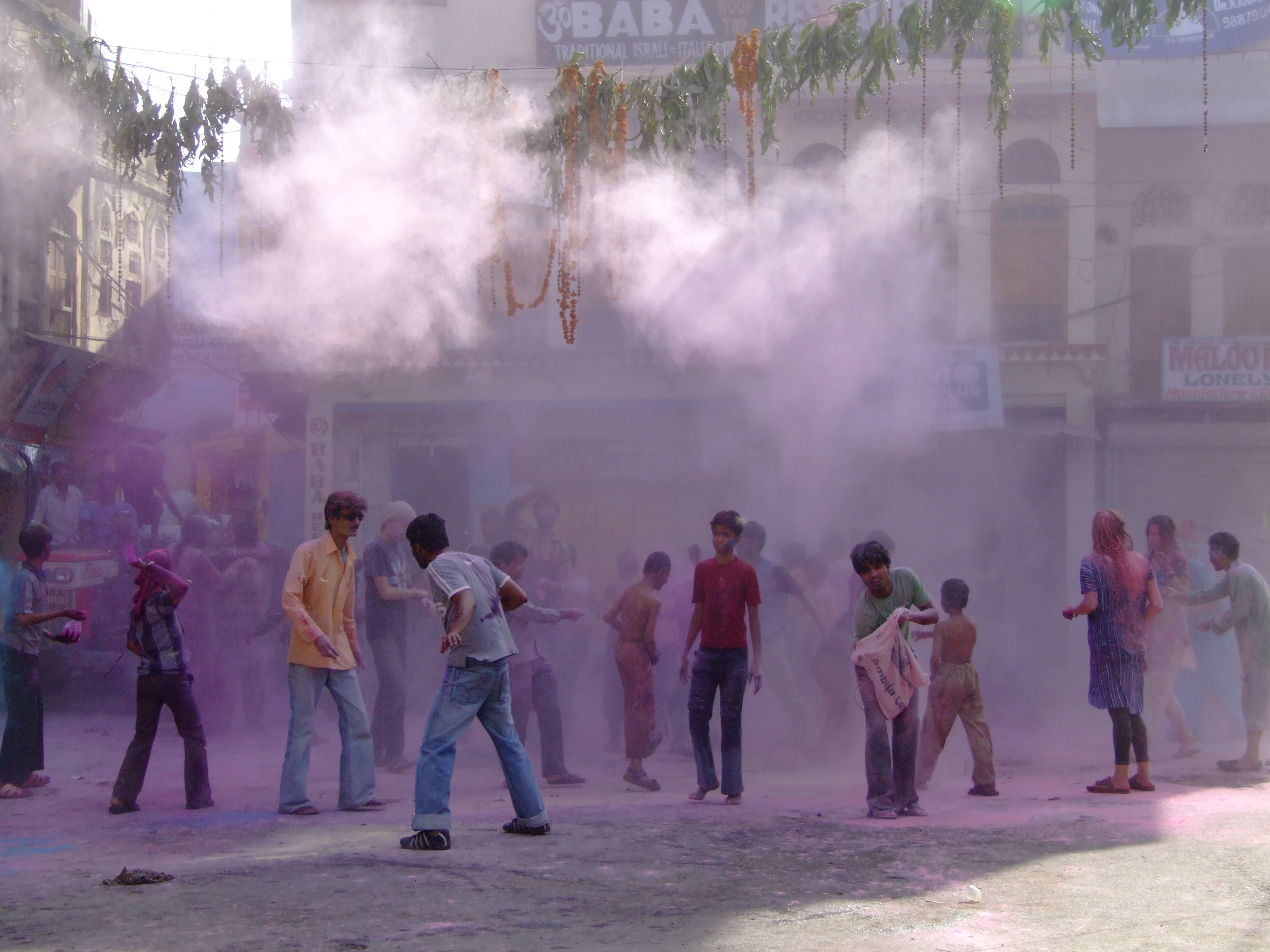
Świętowanie Holi

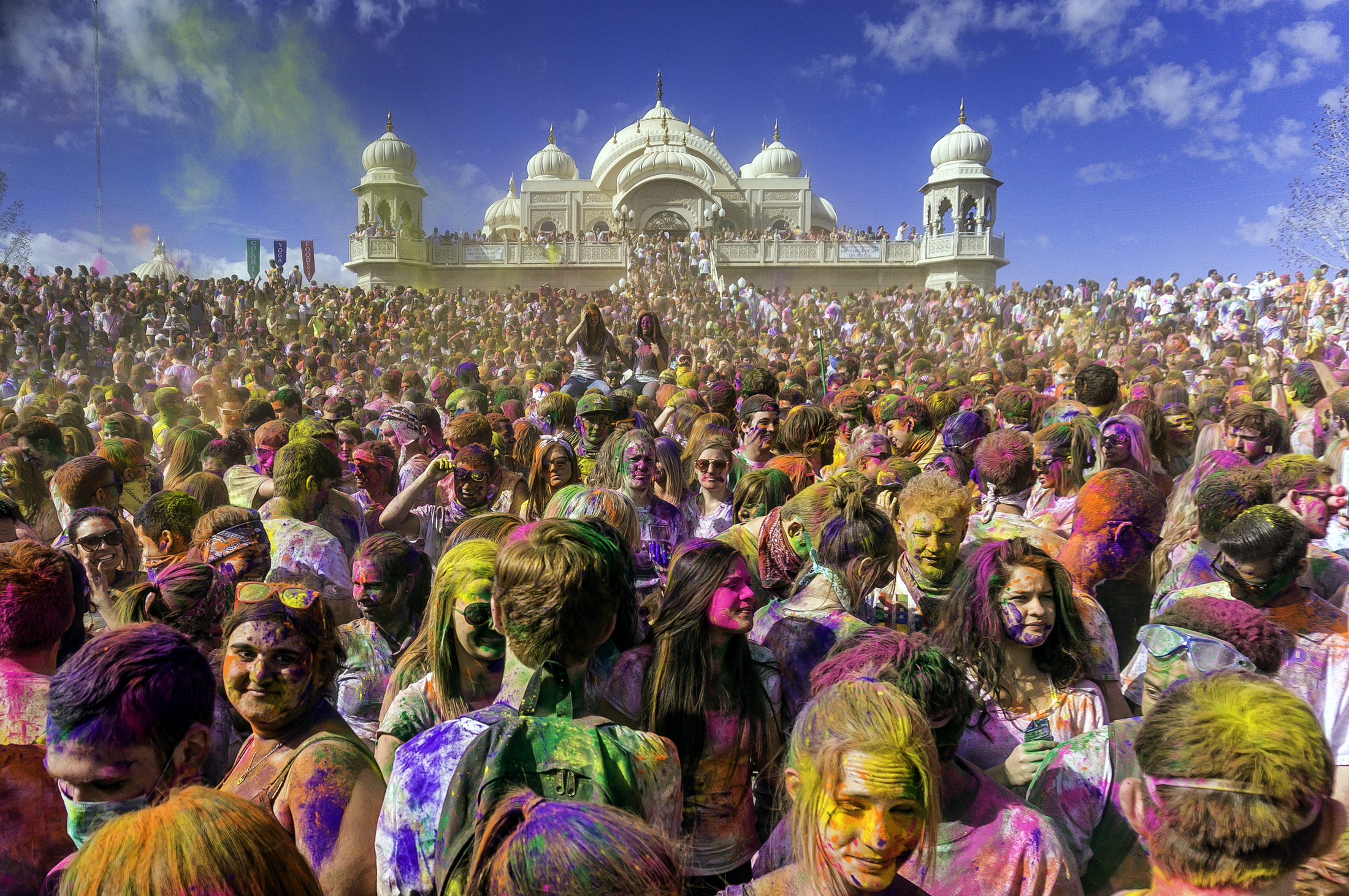
Festiwal Holi w USA

Święto rozpoczyna się przy ognisku Holika, gdzie ludzie zbierają się żeby śpiewać i tańczyć. Następnego dnia rano odbywa się karnawał kolorów, uczestnicy odgrywają pościg polegający na wzajemnym obrzucaniu się kolorowym proszkiem i wylewaniu na siebie kolorowych farb z wodą, podobnie jak podczas polskiego śmigusa-dyngusa. Ludzie odwiedzają przyjaciół, rodzinę i wrogów, żeby podzielić się radością oraz przysmakami tego święta. Festiwal jest uroczystym dniem, podczas którego ludzie wybaczają sobie błędy z przeszłości i zapominają innym wyrządzone krzywdy.

## Śiwaizm
Na południu Indii, świętu holi patronuje Kama. Tradycja głosi, że tego dnia Kama został spopielony poprzez siddhi z Adźńa ćakry medytującego na himalajskiej górze Kajlas boga, patrona joginów, Śiwy. Aby przypomnieć ból i smutek bogini Rati po utracie męża, kobiety w niektórych rejonach śpiewają pieśni pogrzebowe.
Podczas holi popularne są również ofiary z drzewa Aśoki o czerwonych kwiatach, symbolizujących boga Kamę i miłość fizyczną. Hinduizm ludowy wyróżnia podczas obchodów holi zwyczaj śpiewania piosenek o erotycznych treściach.

## Wisznuizm
- Na północy Indii, obchody święta holi upamiętniają bohaterstwo Kryszny. Odniósł on zwycięstwo nad Putaną, żeńskim asurą.

W stanie Madhya Pradesh, zwyciężonym przeciwnikiem Kryszny jest gigant Nathurama.
- Według innych mitów, holi to rocznica śmierci w płomieniach stosu ogniowego Holiki (dlatego pierwszego dnia holi palone są ogniska), która podstępnie próbowała uśmiercić poprzez spalenie Prahladę – gorliwego wielbiciela Wisznu.

Drugiego dnia święta (zwanego Dhulandi) hindusi obrzucają się nawzajem kolorowym proszkiem (który tradycyjnie był wytwarzany z roślin kwitnących na wiosnę a współcześnie wytwarza się go przemysłowo) i polewają wodą.

## Holi w literaturze
- „Życie po hindusku” Janina Rubach- Kuczewska 1971 (s. 258)
- Moje Indie Jarosław Kret
- Wędrówki z moim Guru Wojciech Żukrowski 1962
- Czerwona ziemia i obfity deszcz Vikram Chandra
- Wędrówka przez słońce Corban Addison 2012 (rozdz. 33)
- Święto róż Indu Sundaresan 2005 (rozdz. 5)
- Z Hajerem na kraj Indii Mieczysław Bieniek rozdz. Święto Holi – początek wiosny

## Holi w filmie
Darr, Deewana, Rebeliant, Mohabbatein, Dayavan, Apna Asmaan, Delhi Heights, Hyderabad Blues, Rang De Basanti, Mother India, Damini, Mashaal, Silsila, Kati Patang, Zakhmi, Sholay, Saudagar, Holi, Dhanwan, Ogrodnik, Aalap,  Om Shanti Om, Rab Ne Bana Di Jodi, Mashaal i Don, Gandhi, My Father, Waqt: The Race Against Time, Ayan, Rainbow – telugu, Outsourced, Shaitan, Raanjhana, Yeh Jaawan Hai Deewani, Goliyon Ki Raasleela Ram-Leela, Aasai, Źródło szczęścia.